# Trdnjava Ehrenbreitstein
Trdnjava Ehrenbreitstein (nemško: Festung Ehrenbreitstein) je trdnjava na hribu z istim imenom na vzhodnem bregu Rena nasproti mesta Koblenz v nemški deželi Porenje - Pfalška. Gleda na sotočje Mozele in Rena. Vrh hriba je 118 metrov nad reko Ren.
Zaseda položaj starejše utrdbe, ki so jo uničili Francozi leta 1801 in je bila zgrajena kot hrbtenica regionalnega sistema utrdb, Festung Koblenz, v Prusiji med 1817 in 1828 za varovanje regije srednji Ren, območja, ki so ga francoski vojaki zasedli že večkrat prej. Pruska trdnjava ni bila nikoli napadena.
Od leta 2002 je bila del Unescove svetovne dediščine Zgornja srednja dolina Rena  Lokacije je najbolj severna točka zaščitenega območja.

## Zgodovina

### Predhodne zgadbe
Hrib Ehrenbreitstein, na katerem se sedaj nahaja istoimenska trdnjava, je bil prvič naseljen v 4. tisočletju pred našim štetjem. Utrdbe so bile zgrajene že v 10. / 9. stoletju pred našim štetjem. V 3. do 5. stoletju našega štetja je bila tukaj zgrajena rimska utrdba. Večje naselje je obstajalo v 8. / 9. stoletju pod karolinško dinastijo. 
Okoli leta 1000 je Ehrenbert postavil grad na hribu. Prvotno ime Burg Ehrenbertstein je kasneje postalo Burg Ehrenbreitstein.
Grad je bil prvič omenjen v obstoječem pisnem dokumentu leta 1139, kot lastnina nadškofa iz Trierja. Nadškof Hillin ga je razširil med letoma 1152–1169. Podporni grad je bil zgrajen na hribu znan kot Helfenstein nekoliko proti jugu.
V 16. stoletju se je začelo delo na spremembi gradu v trdnjavo, ki bi lahko vzdržala novo orožje, ki je uporabljalo smodnik. Eden prvih topov je bil 9-tonska oblegovalna naprava Greif (grifon). Ob vznožju hriba, ki je bil zaščiten s trdnjavo, je imel Philipp Christoph von Sötern palačo Phillipsburg, zgrajeno v letih 1625–1629. Trdnjavo sta še izboljšala njegova naslednika Karl Kaspar von der Leyen in Johann Hugo von Orsbeck. Leta 1632 so jo zasedli Francozi in leta 1637 cesarski vojaki v času tridesetletne vojne.
Ehrenbreitstein je od leta 1657 do 1794 varoval najbolj dragoceno relikvijo Sveto tuniko, oblačilo, ki naj bi ga nosil Jezus med ali tik pred njegovim križanjem. Zaporedni nadškofje so jo uporabljali kot strateško pomembno točko med različnimi oblastniki; 1672, ob začetku vojne med Francijo in Nemčijo, je nadškof zavrnil zahteve tako odposlancev Ludvika XIV., kot tudi veleposlanika Brandenburga, Christopha Casparja von Blumenthala, da omogoči prehod čez reko Ren.
Leta 1688 je trdnjava uspešno prestala obleganje kralja Ludvika XIV. Francoskega. Okoli 1730 je Balthasar Neumann ustvaril Schönborn-Werke, tretji obroč utrdb.
So pa leta 1794 francoski revolucionarni vojaki zavzeli Koblenz. V naslednjih letih so trikrat neuspešno oblegali Ehrenbreitstein. Obleganje, ki se je začelo leta 1798 v času vojne druge koalicije, pa je izstradalo branitelje Ehrenbreitsteina, ki so leta 1799 končno predali trdnjavo francoskim vojakom. Z Lunévillskim mirom so se bili Francozi na koncu prisiljeni umakniti na desni breg Rena. Zato so leta 1801 razstrelili Ehrenbreitstein, da bi preprečili sovražniku uporabo popolnoma delujoče trdnjave le lučaj od francoskega ozemlja na levem bregu Rena.
Od leta 1803 do 1815 je območje pripadalo vojvodini Nassau.

### Današnja trdnjava
Po sklepni listini Dunajskega kongresa je 1815 Porenje postalo pruska provinca. Utrdbe območja Koblenz so postale pruska vojaška prioriteta, zaradi bližine Francije in dejstva, da je Koblenz ozko grlo za vsa prevozna sredstva (ladje, železnico in kopenski prevoz zaradi mostov). Zato so Prusi od leta 1815 do leta 1834 zgradili sistem utrdb okoli Koblenza, tako imenovano Festung Koblenz. To je bil močan obroč utrdb, v katerem je bila trdnjava Ehrenbreitstein del sistema. Za Festung Koblenz pravijo, da je bila za Gibraltarjem največja vojaška trdnjava v Evropi. Trdnjava Ehrenbreitstein se je lahko branila z do 1200 vojaki.
Dejanska gradnja nove trdnjave se je odvijala od leta 1817 do 1828, za obrambo pa je bila pripravljena leta 1934. Kasneje je bila večkrat razširjena, ko je bil leta 1886 Koblenz razvrščen kot utrdba "manjšega pomena". Po tem, ko so dali Festung Koblenz zahodno od Rena med 1890-1903 razstaviti, so trdnjava in nekatere manjše strukture na vzhodnem bregu same krile renski prehod do leta 1918.
V letih aktivnega delovanja trdnjava nikoli ni bila napadena. Ukinitev po koncu prve svetovne vojne je bila posledica njene zaznane zgodovinske in umetniške vrednosti. Ameriški General Henry Tureman Allen, prepričan o njeni zgodovinski vrednosti kot trdnjavski primer 19. stoletja, je preprečil njeno namerno uničenje leta 1922. Po letu 1919 jo je zasedala ameriška vojska kot svoj sedež v času okupacije Porenja, po januarju 1923 pa so jo zasedali francoski vojaki.
Med drugo svetovno vojno je trdnjava služila kot prostor za hrambo arhivov in kulturne dediščine (1943–1956), pa tudi mesto zračne obrambe (1943–1945) 
Po drugi svetovni vojni jo je najprej uporabljala francoska vojska, natu pa je bila leta 1947 izročena deželi Porenje - Pfalška. V letih 1946–1950 je služila kot taborišče za begunce in nato v obdobju nezadostnih stanovanj v zgodnjih 1950-ih kot stanovanjski objekt (do 1960). Leta 1952 je bil v njej odprt mladinski hotel, sledil mu je muzej leta 1956. V letu 1972 je bil odkrit spomenik Ehrenmal des Deutschen Heeres (spomin na mrtve v nemški vojski). V letu 2011 je postala, po obnovi, ki je trajala od leta 2007, trdnjava Ehrenbreitstein del Bundesgartenschau (Zvezne vrtne razstave) v Koblenzu,.

## Danes
Trdnjava je danes odprta za obiskovalce. Z mestom Koblenz je čez reko Ren povezana s kabinsko žičnico in z dvigalom v vznožju hriba. V zgradbah Ehrenbreitsteina je več muzejev: fotografije (Haus der Fotografie), arheologije (Haus der Archäologie) in pokrajinskega muzeja (Landesmuseum Koblenz;občasne razstave). Tukaj je tudi Haus des Genusses, ki prikazuje regionalna vina in ponuja baročne večerje. Stalne razstave na več krajih v notranjosti trdnjave zajemajo 5000 let zgodovine Ehrenbreitsteina. Poleg tega so v njej gostinski lokali, priložnostno pa služi tudi kot prizorišče za različne kulturne dejavnosti, kot so koncerti na prostem in gledališke predstave. 